# Sépia (gens)
A gens Seppia foi uma obscura família plebeia em Roma antiga. Poucos membros desta gens aparecem na história, mas muitos são conhecidos por inscrições.

## Origem
O nomen Seppius é um sobrenome patronímico derivado da língua osca, com o prenome Seppiis ou Seppius, um cognato com o raro prenome latino Septimus, no qual o mais comum é o nomen Septimius. A raiz de todos esses nomes é o numeral sete, que no período mais antigo teria sido dado a um sétimo filho ou sétima criança, ou a uma criança nascida no mês de setembro, originalmente o sétimo mês do calendário romano. A maioria dos Seppii conhecidos por inscrições parece ter vivido em Sâmnio e porções adjacentes da Itália, onde as línguas oscanas eram faladas; um grande número deles é da vizinhança de Beneventum e  Venusia, na parte sul da região. Seppius estão entre o nomes que não eram de origem romana, mas que se originaram em outras partes da Itália.

## Praenomina
Os Seppii usaram uma variedade de praenomina comuns, aparentemente preferindo Caio, Marco, Lúcio e Públio. Em inscrições, também há múltiplas instâncias de Aulo, Sexto, Quinto e Numério, dos quais apenas o último era relativamente escasso em Roma, embora comum em regiões de língua osca, como em Sâmnio.

## Ramos e cognomina
Como os Seppii parecem ter sido incorporados ao estado romano apenas no final da República, eles não são conhecidos por terem sido divididos em ramos separados. Embora muitos Seppii antigos não tivessem cognomen, a família usou uma ampla gama de sobrenomes familiares nos tempos imperiais. O mais abundante deles parece ter sido Rufus, referindo-se à cor vermelha, e geralmente concedido a alguém com cabelo vermelho. Isso era típico de uma grande classe de cognomina derivada das características físicas de uma pessoa, que muitas vezes se tornaram hereditárias ao longo do tempo, embora não se saiba se os Seppii Rufi de Abellinum e Venusia constituíam uma família distinta.

## Membros
- Seppia, mãe de Lucius Petronius Rebilus, segundo uma inscrição de Clusium em Etruria.[6]
- Seppia, esposa de um veterano da terceira legião, enterrada em Lambaesis na Numidia, cujo nome é preservado apenas como as iniciais "P. S."[7]
- Seppia, mencionada em uma inscrição sepulcral de Patavium em Vêneto e Histria, datando da primeira metade do século I d.C.[8]
- Seppia Ɔ. l., uma liberta mencionada em uma inscrição de Casilinum em Campânia, datando da segunda metade do primeiro século a.C. ou da primeira metade do primeiro século d.C.[9]
- Seppius, um companheiro de Marcius Celer; junto com a neta de Celer, Marcia, e Arria Crescens, ele dedicou um monumento em Ravenna em memória de Celer.[10]
- Aulus Seppius A. f., uma das várias pessoas mencionadas em uma inscrição de Casilinum, datando de 104 a.C.[11]
- Gaius Seppius C. f., mencionado em uma inscrição de Concordia em Vêneto e Histria, datando do final do primeiro ou início do segundo século.[12]
- Gaius Seppius M. f., mencionado junto com Marcus Seppius Canus, provavelmente seu pai ou irmão, em uma inscrição de Venafrum em Sâmnio, datando da primeira metade do primeiro século.[13]
- Gaius Seppius P. f., mencionado em uma inscrição de Opitergium em Vêneto e Histria, datando da segunda metade do primeiro século a.C.[14]
- Lucius Seppius L. f., junto com seu filho, Lucius, fez uma oferta a Hércules em Uria em Calábria, na parte final do segundo ou início do primeiro século a.C.[15]
- Lucius Seppius L. f. L. n., junto com seu pai, Lucius, fez uma oferta a Hércules em Uria na segunda metade do segundo ou início do primeiro século a.C.[15]
- Marcus Seppius, mencionado em uma inscrição fragmentária de Pompéia em Campânia.[16]
- Titus Seppius, um oleiro que trabalhou na província alpina de Alpes Poeninae em um período incerto, entre os séculos I e III.[17]
- Gaius Seppius Achoristus, enterrado em Roma, com um túmulo dedicado por seu cliente, Gaius Seppius Primigenius.[18]
- Seppia Amarantis, enterrada em um túmulo do século II em Venusia em Sâmnio, dedicado por seus filhos, Seppius Ampliatus e Pactolus.[19]
- Seppius Ampliatus, junto com seu irmão, Pactolus, dedicou um monumento do século II em Venusia à sua mãe, Seppia Amarantis.[19]
- Seppia A. l. Apate, uma liberta que dedicou um sepulcro do século I em Roma para si mesma, seu antigo mestre, Aulus Seppius Philomusus, e seus libertos.[20]
- Gaius Seppius C. l. Aphrodisius, um liberto mencionado em uma inscrição de Roma, datando da era da dinastia Julio-Claudiana.[21]
- Seppia Benivola, enterrada em Venusia na segunda ou terceira parte do século II, com um túmulo dedicado por seu marido, Quintus Seppius Fortunus.[22]
- Marcus Seppius M. f. Canus, mencionado junto com um Gaius Seppius, provavelmente seu irmão ou filho, em uma inscrição de Venafrum, datando da primeira metade do primeiro século.[13]
- Marcus Seppius Castor, enterrado em Roma na segunda metade do primeiro século, ou na primeira metade do segundo, em um túmulo dedicado por seu filho, Marcus Seppius Hermes.[23]
- Seppia Chrysaspis, enterrada em Concordia junto com Seppia Thisbe e Quintus Valerius Anthus, em um túmulo datando do final do primeiro ou início do segundo século.[24]
- Marcus Seppius Creon, fez ofertas a Hércules e Mercúrio em Mogontiacum em Germania Superior.[25]
- Gnaeus Seppius Sex. f. Cordus, enterrado em Trivento em Sâmnio, com oito anos, junto com seus irmãos, Sextus Seppius Maximus e Publius Seppius Severus, em um túmulo construído por seus pais, Sextus Seppius Severus e Varia Maxima, datando do final do primeiro século a.C. ou início do primeiro século d.C.[26]
- Gaius Seppius Crescens, marido de Novellia Trophime, e padrasto de Lucius Novellius Lucifer, foi enterrado aos setenta e cinco anos, em um sepulcro familiar construído por seu enteado em Dyrrachium em Macedônia, datando do primeiro século.[27]
- Gaius Seppius C. f. Curvus, um dos duumvirs municipais de Aeclanum em Sâmnio, onde dedicou um sepulcro para si mesmo, sua esposa, Spendia Prima, e seu filho, Gaius Seppius Sabinus.[28]
- Seppius Ɔ. l. Davus, um liberto mencionado em uma inscrição dedicatória de Casilinum, datando do primeiro século a.C. ou primeiro século d.C.[29]
- Publius Seppius P. l. Faustus, um liberto que dedicou um sepulcro em Mutina em Gália Cisalpina, datando do final do primeiro século a.C. ou início do primeiro século d.C., para si mesmo, Publius Seppius Lepidus, e Severa, sua concubina.[30]
- Seppia C. l. Fidelis, uma liberta que fez duas ofertas em Aequum Tuticum em Sâmnio, datando do século II, ou da última parte do primeiro.[31]
- Seppia L. l. Fortunata, uma liberta mencionada em uma inscrição de Roma, datando da primeira metade do primeiro século.[32]
- Seppius Fortunatus, dedicou um túmulo para sua esposa, Tatia Felicitas, com quarenta anos, em Telesia em Sâmnio, datando da segunda metade do século II, ou da primeira metade do século III.[33]
- Quintus Seppius Fortunus, dedicou um túmulo do século II em Venusia para sua esposa, Seppia Benivola.[22]
- Marcus Seppius C. f. Galata, mencionado em uma inscrição do século I de Volturnum em Campânia.[34]
- Marcus Seppius M. f. Hermes, dedicou um túmulo em Roma para seu pai, Marcus Seppius Castor, datando da segunda metade do primeiro século, ou da primeira metade do segundo.[23]
- Seppia Hesperis, enterrada em Venusia na parte final do século II, com um túmulo construído por Seppius Silvanus.[35]
- Seppia Justina, dedicou um túmulo em Fusolae em Sâmnio, datando da parte final do século II, ou da primeira metade do século III, para seu marido, Lucius Pullidius Phoebianus, com quarenta e dois anos.[36]
- Publius Seppius P. l. Lepidus, um liberto enterrado em um sepulcro familiar construído em Mutina por Publius Seppius Faustus para si mesmo, Lepidus, e sua concubina, Severa.[30]
- Seppia L. l. Lyde, filha da liberta Seppia Psyche, com quem foi enterrada em Isturgi em Hispânia Bética, com cinco anos, em um túmulo datando da parte final do século II.[37]
- Marcus Seppius M. f. Macer, dedicou um monumento em Beneventum em Sâmnio para sua mãe, Vibbia.[38]
- Seppius Marcellus, enterrado em Numerus Syrorum em Mauretania Caesariensis, tendo morrido no décimo dia antes das Calendas de dezembro (22 de novembro) em 316 d.C., com cerca de quarenta anos, com um monumento dedicado por seu irmão, Seppius Secundus.[39]
- Sextus Seppius Sex. f. Maximus, enterrado em Terventum, com dezoito anos, junto com seus irmãos, Gnaeus Seppius Cordus e Publius Seppius Severus, em um túmulo construído por seus pais, Sextus Seppius Severus e Varia Maxima, datando do final do primeiro século a.C. ou início do primeiro século d.C.[26]
- Aulus Seppius Moderatus, um curator mencionado em uma inscrição de Volsinii em Etruria.[40]
- Seppia Morda, mencionada em uma inscrição de Pompéia.[41]
- Lucius Seppius Nepos, com trinta anos, enterrado em Macomades em Numidia, junto com Prosia Januaria, com oitenta e cinco anos.[42]
- Seppia M. l. Nice, uma liberta enterrada em Roma, junto com o liberto Marcus Stallius Philotimus.[43]
- Lucius Seppius Paullus, dedicou um túmulo em Frequentum em Sâmnio para sua esposa, Ennia Restituta.[44]
- Aulus Seppius Philomusus, o antigo mestre de Seppia Apate, que construiu um túmulo do século I em Roma para si mesmo, Philomusus, e seus libertos.[20]
- Gaius Seppius C. l. Pierus, um liberto enterrado em um túmulo do século I em Aesernia em Sâmnio, junto com sua esposa, Floria Restituta.[45]
- Marcus Seppius M. l. Philoxenus, um liberto premiado com 10.000 Sestércios da herança de uma liberta chamada Primigenia, segundo uma inscrição do século I de Teanum Sidicinum em Campânia.[46]
- Seppia C. f. Polla, mencionada em uma inscrição de Saturnia em Etruria, datando da segunda metade do século I a.C. ou da primeira metade do século I d.C.[47]
- Numerius Seppius Polus, enterrado em Roma, junto com sua esposa, Claudia Secunda; seu escravo, Atimetus, dedicou um monumento em sua memória.[48]
- Seppia N. f. A. n. Posilla, enterrada em Aeclanum, junto com seus pais, Numerius Seppius Secundus e Critia Polla.[49]
- Publius Seppius Potens, marido de Veneria, segundo uma inscrição de Roma, datando entre 30 e 70 d.C.[50]
- Seppia C. f. Praesentina, esposa de Lucius Terentius Verus, um dos duumvirs municipais em Bedaium em Noricum, com quem foi enterrada em um túmulo do século II dedicado por seus filhos, Lucius Terentius Verinus e Gaius Terentius Praesentinus.[51]
- Gaius Seppius Primigenius, dedicou um túmulo em Roma para seu patrono, Gaius Seppius Achoristus.[18]
- Seppius Primus, o filho adotivo de Seppius Proculus, foi enterrado em Luceria em Apúlia, com quatro anos, entre 130 e 150 d.C.[52]
- Lucius Seppius L. l. Princeps, um liberto enterrado no moderno local de Vicalvi em Lácio, com vinte e dois anos; seu monumento pede à sua mãe que não chore por ele, pois seu tempo havia chegado.[53]
- Seppius Proculus, o pai adotivo de Seppius Primus, um menino enterrado em Luceria entre 130 e 150 d.C.[52]
- Seppia L. l. Psyche, uma liberta enterrada em Isturgi, com quarenta anos, junto com sua filha, Seppia Lyde, com cinco anos.[37]
- Seppia Pyrallis, esposa de Lucius Ostorius Fortunatus, que construiu um sepulcro familiar em Roma para si mesmo, seu patrono, Lucius Ostorius Felix, e seus libertos.[54]
- Sextus Seppius Rogatus, enterrado em Sufetula em África Proconsular, com setenta anos.[55]
- Seppia Rufina, a amante de Jovianus, uma criança escrava enterrada em Venusia, com onze meses e vinte e dois dias, em um sepulcro do século II construído por Capriolus para si mesmo, Jovianus, Aper e Jovica.[56]
- Seppia Rufina, a amante de escravos mencionada em uma inscrição fragmentária de Venusia, datando do meio do século III.[57]
- Seppius Rufus, o mestre de Rhodanus, um nomenclator, mencionado em uma inscrição de Venusia, datando do primeiro quarto do século I.[58]
- Gaius Seppius L. f. Rufus, um pontífice, e duumvir quinquennalis com o título de pretor de um município incerto, talvez Abellinum em Sâmnio. Ele e seu filho, Gaius, dedicaram um túmulo do século I naquela área para sua esposa, Calvia Sanctilla, uma liberta, que morreu com vinte e sete anos e seis meses.[59]
- Gaius Seppius C. f. L. n. Rufus, junto com seu pai, o pontífice Gaius Seppius Rufus, dedicou um túmulo do século I perto de Abellinum para sua mãe, Calvia Sanctilla.[59]
- Quintus Seppius Q. f. Rufus, enterrado em Aequum Tuticum, junto com Gavioleia Rufa, com um túmulo pago pela herança de Crittia Polla.[60]
- Seppius Sabinus, mencionado em uma inscrição dedicatória do século I de Parma em Gália Cisalpina.[61]
- Gaius Seppius C. f. C. n. Sabinus, com oito anos, enterrado em Aeclanum, junto com seus pais, Gaius Seppius Curvus e Spendia Prima.[28]
- Gaius Seppius C. l. Salvius, um liberto enterrado em Saepinum em Sâmnio durante o primeiro ou segundo século, junto com sua sogra, a liberta Magia Andracis, em um túmulo construído por sua esposa, Magia Stadio, também uma liberta.[62]
- Seppia Saturina, enterrada em Numerus Syrorum.[63]
- Seppius Secundus, dedicou um monumento em Numerus Syrorum para seu irmão, Seppius Marcellus, que morreu em 316 d.C.[39]
- Numerius Seppius A. f. Secundus, enterrado em Aeclanum junto com sua esposa, Critia Polla, e sua filha, Seppia Posilla.[49]
- Publius Seppius Severus, um decurião e duumvir municipal em Bedaium, mencionado em uma inscrição sepulcral, junto com Claudius Juvavus e Claudia Florentina.[64]
- Publius Seppius Sex. f. Severus, um dos duumvirs municipais de Terventum, onde foi enterrado, com vinte e nove anos, junto com seus irmãos, Gnaeus Seppius Cordus e Sextus Seppius Maximus, em um túmulo construído por seus pais, Sextus Seppius Severus e Varia Maxima, datando do final do primeiro século a.C. ou início do primeiro século d.C.[26]
- Sextus Seppius Severus, marido de Varia Maxima, com quem dedicou um túmulo em Terventum para seus filhos, Gnaeus Seppius Cordus, Sextus Seppius Maximus e Publius Seppius Severus, datando do final do primeiro século a.C. ou início do primeiro século d.C.[26]
- Seppius Silvanus, construiu um túmulo do final do século II em Venusia para Seppia Hesperis.[35]
- Seppia Tertia, doou um pote em memória de Gaius Propertius Idaeus, filho de Gaius Propertius Epitynchanus, enterrado em Roma com dezenove anos e seis meses.[65]
- Seppia Thisbe, enterrada em Concordia, junto com Seppia Chrysaspis e Quintus Valerius Anthus, em um túmulo datando do final do primeiro ou início do segundo século.[24]
- Seppia Ther[...], enterrada em Roma, junto com Manturia N[...], em um túmulo construído por Publius Longinius para sua família e libertos.[66]
- Seppia Trophime, construiu um túmulo em Roma para seu marido, Ofincius Felix, e seus filhos, Aprilis e Quinquatralis, datando da segunda metade do primeiro século, ou da primeira metade do segundo.[67]